# عکاسی کودک

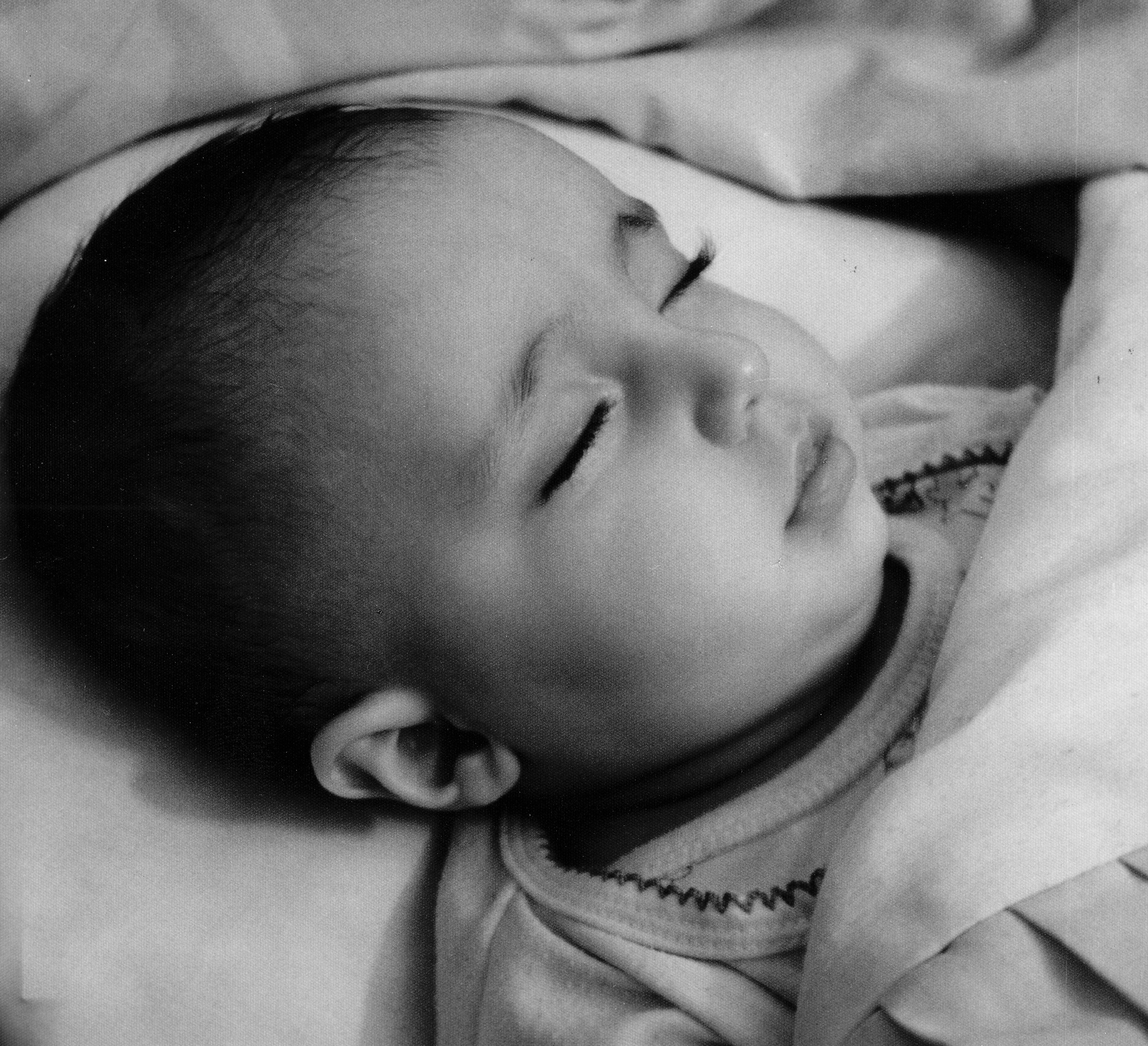
یک عکس کودک - طاها در کودکی.

عکاسی کودک، ثبت روح کودکانگی اطفال و کودکان از بدو تولد به‌شمار می‌رود.
یک فیلم عکاسی، اولین چیزی است که یک مرد تازه پدر شده، بعد از خرید ضروریات، تهیه می‌کند.

## سالهای عمر کودک
بچه‌ها و دوربین عکاسی به یکدیگر وابسته‌اند. از زمان تولد به بعد، از شیر‌خوارگی تا بلوغ، کودکان همواره توسط دوربین تعقیب می‌شوند. کودک معمولاً به این موضوع علاقه‌مند است، اگر چه اکثراً بیش از آن سرگرم است که توجهی به عکاسی بکند. او تقریباً همیشه می‌تواند باعث به وجود آمدن عکس خوبی باشد.
والدین اکثر عکسهایی را که از لحظات زندگی کودک گرفته شده، دوست دارند و می‌خواهند آن لحظه‌ها را حفظ کنند. اگر این عکس‌ها توسط افراد حرفه‌ایی گرفته شده باشند، اگر چه به نظر می‌رسد فاقد آن احساس و درکی هستند که پدرها و مادرهای واقعی می‌توانند نسبت به کودک داشته باشند، ولی از نظر مهارت فنی،  می‌توانند مورد توجه واقع شوند. مثلاً، ثبت لحظه جادویی که یک مادر، غرق در خلسه، با توده سلولی نالان که دست و پا می‌زند و از گوشت و خون خود اوست (لحظه زائیده شدن)، تکنیک و مهارت خاصی را طلب می‌کند. هر پدر و مادری آن لحظه را به یاد می‌آورند. این لحظه را می‌توان تقریباً به همان واقعیتی که در خودِ لحظه بوده، در یک عکس حفظ کرد.
همه مراحل بچگی به همین‌گونه است، همه نقش‌هایی که یک نوجوان در حال رشد ایفاء می‌کند: چه جثه گوشت‌آلوی در حال تاتی پاپی که مثل یک بچه غول راه می‌رود، چه دختر خانم جوانِ مخالف سرا و عشوه‌گر و کنجگاو مردّد و چه جوان خیال باف و جنگجو. هیچ جا نمی‌توان موضوعی: به همه جانبگی، به ناشی‌گری، اغواء کنندگی، متغیری، و قابل اعتمادیِ (از جهت ارزش داشتن برای صرف وقت) بچه پیدا کرد.
از نظر همکاری با عکاس بچه‌ها بهترین موضوعات هستند. بچه‌ها بدون هیچ مقدمه‌ایی وارد فضای عکاسی می‌شوند، آن‌ها از نشان دادن خود و ژست گرفتن لذت می‌برند و موضوعات خستگی‌ناپذیری می‌باشند، زیرا اساساً یک کودک خستگی‌ناپذیر است: حتی بچه‌ای که حوصله کوتاه او ‍(برای ایستادن در مقابل دوربین) ناگهان تمام می‌شود و خود را با فعالیت دیگری سرگرم می‌کند، موضوع بهتری برای عکاسی خواهد بود (زاویه دیگری برای عکاسی ایجاد خواهد کرد). جورج کراوز (George Krause)، که عکس‌هایش در این باره مشهور است، می‌گوید: " وقتی سال‌ها پیش عکاسی از کودکان را شروع کردم، همه چیز را به غیر از بچه‌ها کنار گذاشتم، همانگونه که اکثر عکاسان این کار را می‌کنند، این ساده‌ترین راه برای شروع کار است".

## رهنمودها
بعضی از رهنمودهای مفید در عکاسی کودک به قرار زیر است:
1. اجازه بدهید دوربین بخشی طبیعی از زندگی یک بچه باشد. استفاده هر چه بیشتر از دوربین، باعث می‌شود بچه  بوجهی آسان آن را قبول کند. در خصوص بچه‌های غریبه، با احتیاط کامل به آن‌ها نزدیک شوید تا احساس غریبی نکنند.
2. به جای اینکه بچه را وادار کنید که حالتی راحت و غیررسمی به خود بگیرد، خودتان راحت و غیررسمی باشید. عکس‌های صمیمی از بچه‌های سرگرم کار، که با حداقل تحکم گرفته شده‌اند، معمولاً از بهترین عکس‌ها هستند.
3. مواردی وجود دارند، که می‌خواهید بچه عکس‌العمل آگاهانه‌ای به دوربین داشته باشد، ولی قبلاً مطمئن باشید که چه کاری می‌خواهید انجام بدهید، چون حوصله و دقت یک کودک کوتاه است.
4. کار عکسبرداری را هرگز کوتاه نکرده و زود به اتمام نرسانید. خاموش کردن شمع روز تولد عکسی است که هر مادر بزرگی آن را می‌خواهد، ولی احتمالاً  از عکسی که ۵ دقیقه بعد گرفته شده هم، به همان اندازه خوشش بیاید، یعنی زمانی که خامهٔ کیک روی موهای بچه خشک شده‌است.
5. ارتفاع دوربین  و زاویه عکسبرداری از اهمیت خاصی برخوردار است: اگر عکس را از ارتفاع بالا بگیرید نشان آن خواهد بود که  بچه از چه سطحی به شما نگاه می‌کند، ولی اگر می‌خواهید دنیایی را که خود بچه می‌بیند نشان بدهید، هم سـطح دیدگان او عکس بگیرید، یا حتی پائین‌تر.
6. در مورد مصرف فیلم مضایقه نکنید. بچه‌ها خیلی پر تحرک هستند. حالات و ژست بدن آن‌ها به قدری سریع عوض می‌شود که شما را مجبور می‌کند به همان سرعت، خود را با آن‌ها انطباق دهید. با وجود این، گرفتن عکس‌های زیاد دلیل این نیست که بعضی از آن‌ها ممکن است خوب از آب در بیاید. هر عکسی باید حساب شده و هدف دار گرقته شود.
7. عکاسان مد با پخش موسیقی به مدل‌های خود آرامش می‌دهند. این کار برای بچه‌ها هم می‌تواند کارساز باشد، مخصوصاً وقتی می‌خواهید از آن‌ها پرتره بگیرید.
8. در حال عکسبرداری، دربارهٔ هر چیزی با بچه‌ها صحبت کنید، حتی در مورد عکس‌هایی که می‌گیرید. ماری کوسینداس (Marie Cosindas) به‌طور مداوم در مورد عکسی که می‌گیرد با خود بچه‌ها صحبت می‌کند. بنظر او این باعث می‌شود که بچه خود را در کاری که در حال انجام گرفتن است سهیم بداند.

اکثر بچه‌ها دوست دارند که در طرف مقابل خود رضایت ایجاد کنند، و خیلی از آنها، عکس گرفتن را نوعی تفریح به حساب می‌آورند. خود شما باید با این کار به‌صورتی بیش از یک تفریح بر خورد کنید. ویِن میلر (Wayne Miller) عکاس، برای هر کدام از چهار بچه‌اش چهار سال وقت صرف کرده، تا روز به روز عکس‌هایی از آن‌ها تهیه کند. او می‌نویسد: "تمام دوره‌های این بچه‌ها، تا روز مرگ‌شان، از پیش چشمان من می‌گذشتند. ناکامی و شکست، موفقیت، شادمانی و پیروزی در طبیعت آن‌ها حک می‌شد." برای شاهد بودن چنین چیزهایی از داخل لنز دوربین، یا چشمان عادی، کافی است چیزهایی را از زندگی بیرون بکشیم که نباید نادیده انگاشته شوند.